# Dave Russell
Dave Russell (Dundee, 7 aprile 1914 – Birkenhead, 12 giugno 2000) è stato un allenatore di calcio e calciatore scozzese, di ruolo centrocampista.

## Carriera

### Giocatore
Dopo aver giocato nel Dundee, club della sua città natale, si trasferisce all'East Fife, club con il quale nella stagione 1937-1938 vince anche una Coppa di Scozia; successivamente trascorre la stagione 1938-1939 nella seconda divisione inglese allo Sheffield Weds: si tratta sostanzialmente della sua ultima stagione come calciatore professionista, visto che a causa della seconda guerra mondiale non si giocarono in Inghilterra competizioni ufficiali fino alla FA Cup 1945-1946 (e campionati fino alla stagione 1946-1947).

### Allenatore
Tra il 1950 ed il 1953 lavora come vice allenatore al Bury, nella seconda divisione inglese; all'inizio della stagione 1953-1954 viene promosso ad allenatore, ruolo che mantiene per otto stagioni consecutive: in particolare, dal 1953 al 1957 guida i Quakers in seconda divisione, mentre dal 1957 al 1961 è in terza divisione, campionato che vince nella stagione 1960-1961, terminata la quale peraltro lascia il club per andare ad allenare il Tranmere, in quarta divisione. Al termine della stagione 1966-1967 conquista una promozione in terza divisione, categoria in cui poi allena dal 1967 al 1969, anno in cui lascia l'incarico per restare nel club con un ruolo dirigenziale, che mantiene fino al 1978.

## Palmarès

### Giocatore

#### Competizioni nazionali
- Coppa di Scozia: 1

East Fife: 1937-1938

### Allenatore

#### Competizioni nazionali
- Third Division: 1

Bury: 1960-1961